# Milan Robin
Milan Robin, né le 24 novembre 1999 à Épinal, est un footballeur français évoluant au poste de milieu de terrain au Mans FC.

## Biographie

### Formation
Formé successivement au FC Eloyes, SAS Épinal puis au FC Metz, Milan Robin suit un parcours classique dans le Grand Est, passant notamment par le centre de formation du FC Metz de 2014 à 2018. Il signe son premier contrat professionnel avec les grenats,.

### Carrière en club

#### Débuts au SO Cholet
Après avoir évolué avec la réserve du FC Metz, Robin rejoint le SO Cholet en National pour la saison 2021–2022. Il y joue 49 matchs et inscrit 4 buts en deux saisons, s'imposant progressivement comme un cadre du milieu de terrain.

#### Confirmation à Martigues
En juillet 2023, il rejoint le Football Club de Martigues qui évolue alors en National. Lors de la saison 2023–2024, il dispute 32 matchs et inscrit 3 buts, jouant un rôle important dans la montée du club en Ligue 2.

#### Le Mans FC (depuis 2025)
Le 23 juin 2025, Le Mans FC annonce l’arrivée de Robin,. Il joue joue son premier en étant titulaire et décisif lors du premier match de la saison de Ligue 2 face à l’EA Guingamp en délivrant une passe.

### Carrière internationale
En 2014, Milan Robin est sélectionné à cinq reprises avec l’équipe de France U16.

## Statistiques
| Saison                | Club                  | Championnat           | Championnat | Championnat | Coupe(s) nationale(s) | Coupe(s) nationale(s) | Total | Total |
| Saison                | Club                  | Division              | M.          | B.          | M.                    | B.                    | M.    | B.    |
| 2021–2022             | SO Cholet             | National              | 24          | 2           | 1                     | 0                     | 25    | 2     |
| 2022–2023             | SO Cholet             | National              | 25          | 2           | 0                     | 1                     | 25    | 3     |
| Sous-total            | Sous-total            | Sous-total            | 49          | 4           | 1                     | 1                     | 50    | 5     |
| 2023–2024             | FC Martigues          | National              | 32          | 3           | 1                     | 0                     | 33    | 3     |
| 2024–2025             | FC Martigues          | Ligue 2               | 32          | 3           | 2                     | 1                     | 34    | 4     |
| Sous-total            | Sous-total            | Sous-total            | 64          | 6           | 3                     | 1                     | 67    | 7     |
| 2025–2026             | Le Mans FC            | Ligue 2               | 1           | 0           | 0                     | 0                     | 1     | 0     |
| Total sur la carrière | Total sur la carrière | Total sur la carrière | 114         | 10          | 4                     | 2                     | 118   | 12    |